# 第32屆香港電影金像獎
第32屆香港電影金像獎（英語：32th Hong Kong Film Awards）於2013年4月13日（星期六）在香港文化中心大劇院举行，頒發21個獎項。本届金像奖以「向菲林致敬」為主題，紀念菲林對電影製作的貢獻。曾志偉、鄭中基、林家棟、林曉峰擔任司儀，並由倪秉郎擔任宣讀提名名單報幕員，鄭啟泰擔任頒獎典禮現場報幕員。
這屆大贏家為《寒戰》，獲得最佳電影、導演、編劇、男主角及新演員等共9個大獎，梁家輝已第4次獲得最佳男主角獎項。楊千嬅憑《春嬌與志明》首次奪得最佳女主角，成為繼1988年度巨星梅艷芳後相隔24年的「歌影雙后」。而《低俗喜劇》分別奪得最佳男女配角兩個獎項。

## 投票及记者会
本届金像奖首輪投票率達63.9%，為五年來最高。大会于2013年2月5日於香港文化中心举行公佈入圍候選名單記者會。記者會由陳芷菁主持，并由鄭中基、林家棟以及林曉峰到台前揭曉19項入圍提名名單。

## 獎項統計
：以下不含「最佳兩岸華語電影」之部分
| 數目 | 電影名稱                                        |
| 獲獎 |                                                 |
| 9    | 寒戰                                            |
| 2    | 低俗喜劇、 大上海                               |
| 1    | 春嬌與志明、大追捕、大魔術師、十二生肖、聽風者  |
| 提名 |                                                 |
| 12   | 消失的子彈、寒戰                                |
| 8    | 聽風者                                          |
| 7    | 逆戰                                            |
| 6    | 低俗喜劇、車手                                  |
| 5    | 大上海、太極、血滴子                            |
| 4    | 十二生肖                                        |
| 3    | 春嬌與志明、華麗之後                            |
| 2    | 大追捕、大魔術師、高海拔之戀II、懸紅、喜愛夜蒲2 |
| 1    | 高舉·愛、麥兜噹噹伴我心                         |

### 金像獎電影
| 電影       | 獎項 |
| ---------- | --- |
| 寒戰       | 最佳電影、最佳導演、最佳編劇、最佳男主角、最佳新演員、最佳剪接、最佳音響效果、最佳視覺效果、最佳原創電影音樂 |
| 春嬌與志明 | 最佳女主角                                                                                                   |
| 低俗喜劇   | 最佳男配角、最佳女配角                                                                                       |
| 聽風者     | 最佳攝影 |
| 大上海     | 最佳美術指導、最佳原創電影歌曲                                                                               |
| 大魔術師   | 最佳服裝造型設計                                                                                             |
| 十二生肖   | 最佳動作設計                                                                                                 |
| 大追捕     | 最佳新晉導演                                                                                                 |

## 提名電影香港票房成绩
五部最佳電影提名作品，香港票房合共約1億1700萬，當中只有《寒戰》、《低俗喜劇》和《逆戰》三部影片的票房超過2000萬。
五部電影有四部位列年度十大票房：
- 2012年：《寒戰》（第1位）、《低俗喜劇》（第2位）、《逆戰》（第5位）、《車手》（第9位）

| 電影           | 映期                          | 票房（港元） |
| -------------- | ----------------------------- | ------------ |
| 《寒戰》       | 2012年11月8日 – 2013年1月23日 | 42,820,819   |
| 《低俗喜劇》   | 2012年8月9日 – 2012年10月24日 | 30,069,986   |
| 《逆戰》       | 2012年1月21日 – 2012年3月4日  | 22,212,450   |
| 《消失的子彈》 | 2012年9月13日 – 2012年11月7日 | 8,018,375    |
| 《車手》       | 2012年6月21日 – 2012年8月15日 | 14,766,493   |
| 總票房         | –                             | 117,888,123  |

## 表演嘉賓
- 《喜愛夜蒲2》主題曲〈戀無可戀〉：古巨基演唱
- 《DIVA華麗之後》主題曲〈追風箏的風箏〉：林欣彤演唱
- 《大上海》主題曲〈定風波〉：張學友演唱
- 向張國榮及梅艷芳致敬（電影主題曲〈緣份〉、〈奔向未來日子〉、〈胭脂扣〉、〈似是故人來〉、〈是這樣的〉、〈當愛已成往事〉）：黃耀明演唱

## 緬懷
本屆的緬懷環節由樂團演奏經典樂曲「You Raise Me Up」，下列辭世的電影工作者出現在短片中。
- 蔣天流（演員）
- 劉茜蒙（演員）
- 也斯(梁秉鈞教授)（金像獎評審）
- 陳翠屏（演員）
- 廖金奕（木工）
- 王志強(王少逸)（武術指導、演員）
- 鄒長根（剪接師）
- 陳楚蕙（演員）
- 陳文（導演）
- 黃銳民（美術總監）
- 司徒錦源（編劇）
- 楊權（導演）
- 羅斌（導演）
- 關志剛（粵語片公司老闆）
- 張全(張傳燦)（資深副導演）
- 關正良（武術指導、導演、演員）
- 李羅舜華（出品人、監製）
- 白靜（演員）
- 陳炳熾（演員）
- 顧錦華（演員）
- 司徒華龍（演員）
- 關山（演員）
- 鄭祖(鄭錦榮)（演員）
- 江毅(鄧少移)（演員）
- 惠天賜（演員）
- 羅慧娟（演員）

## 特別安排
頒獎禮亦用一部分時間懷念張國榮、梅艷芳、江毅、關山、鄭祖、惠天賜、羅慧娟、白靜、司徒錦源（編劇）等已離世的電影人。

## 收視率
本屆香港電影金像獎平均收視為22點（約141萬觀眾），最高收視為25點，即約有160萬觀眾收看。

## 媒體播放
- 電視：無綫電視翡翠台、無綫電視高清翡翠台、無綫電視J2*、CCTV-6#、Now香港台、無綫娱樂新聞台*、有線娱樂新聞台*、马来西亚Astro华丽台
- 電台：香港電台第二台

*表示只提供紅地氈盛況直播，#表示延迟播出。

## 外部連結
- 第32屆香港電影金像獎提名及得獎名單 （页面存档备份，存于）